# Свети Николай (Марчища)
„Свети Николай Летни“ (на гръцки: Αγίου Νικολάου) е православна църква в костурското село Марчища (Като Периволи), Егейска Македония, Гърция.

## История
Църквата е много стара и е в руини. От нея във Византийския музей в Костур са запазени две двойки царски двери, деветнадесет икони, девет части от дърворезбования изписан иконостас и осем други ценни църковни предмета. Изключително ценна е иконата на Христос Вседържител, която датира от началото на XIII век. В храма са запазени останки от стенописи.